# Fatih-moskee (Amsterdam)
De Fatih-moskee is een moskee aan de Rozengracht in de Jordaan, Amsterdam-Centrum. Zij is gevestigd in de voormalige rooms-katholieke Sint-Ignatiuskerk, ook wel De Zaaier genoemd. Omdat het gebouw en de voormalige pastorie nog geheel intact zijn, worden ze als representatief voor de bouwperiode in de jaren '20 beschouwd en werden ze op de gemeentelijke monumentenlijst van Amsterdam geplaatst.

## Gebouw
Het socialistische verenigingsgebouw Constantia van de Vrije Socialistische Arbeidersbeweging, gebouwd in 1890 door de socialistische architect Joan Nieuwenhuis, werd in 1899 opgekocht. Het was de plaats waar Domela Nieuwenhuis anarchistische redevoeringen hield. Een kerkmeester kocht het gebouw tijdens een veiling die gehouden werd wegens een hypotheekschuld en verkocht het vervolgens aan het kerkbestuur van 'De Zaaier'.
'De Zaaier' was een aan de Rozengracht gevestigde jezuïetenschuilkerk uit de zeventiende eeuw. Deze was vanaf 1663 gevestigd op de zolder van een huis De Sayer aan de Keizersgracht (no.22). Deze schuilkerk werd in 1835-1837 vervangen door een nieuwe neoclassicistische kerk naar ontwerp van Johannes van Straaten en diens schoonzoon Wilhelmus Jacobus Johannes Offenberg. Die kerk veranderde na de sluiting in 1929 in en pakhuis. De naam ging mee naar de nieuwe kerk aan de Rozengracht.
Op de plaats van Constantia werd de Sint-Ignatiuskerk gebouwd en in 1929 in gebruik genomen. De kerk was ontworpen door H.W. Valk, bood plaats aan 600 gelovigen en had een dubbeltorenfront van 40 meter hoogte. Zij werd bediend door de paters jezuïeten en was gewijd aan hun stichter, Sint-Ignatius van Loyola.
In 1971 werd de kerk voor het laatst gebruikt voor de Rooms-katholieke eredienst. In 1974 werd zij tot een tapijt- en muziekhal, totdat het gebouw in 1981 werd gekocht en ingericht als moskee door de Islamitische Stichting Nederland. Sedertdien is haar officiële naam Fatih-moskee, vernoemd naar de Osmaanse sultan Mehmet II.
De verandering van kerk naar moskee bracht enkele wijzigingen in het gebouw mee. De gebedsrichting is tegenovergesteld aan de oorspronkelijke bouw. Tijdens het gebed richten de aanwezigen zich tot de voormalige hoofdingang, waar een mihrab is aangebracht met daarboven een kalligrafie van 'Gods naam'. Door deze wijziging betreedt men de gebedsruimte via een kleine zijingang. In de voormalige hoofdingang zijn enkele winkels gevestigd. Aan de buitenkant is met name de vervanging van kruizen op de torens door halve manen de opvallendste verandering.
Met de Westerkerk zijn er gezamenlijke vieringen op bevrijdingsdag.

## Fotogalerij

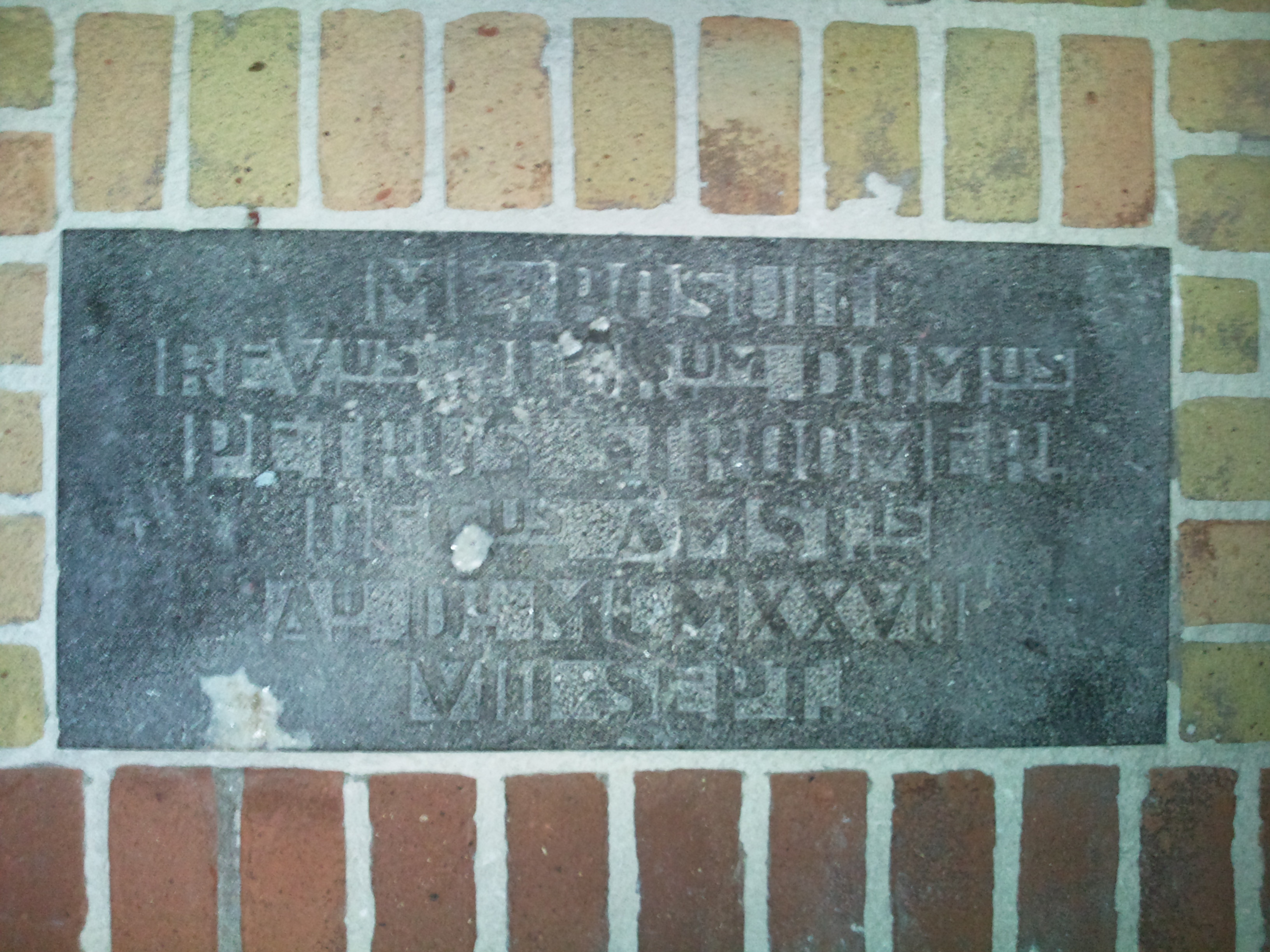
Herdenkingssteen eerstesteenlegging
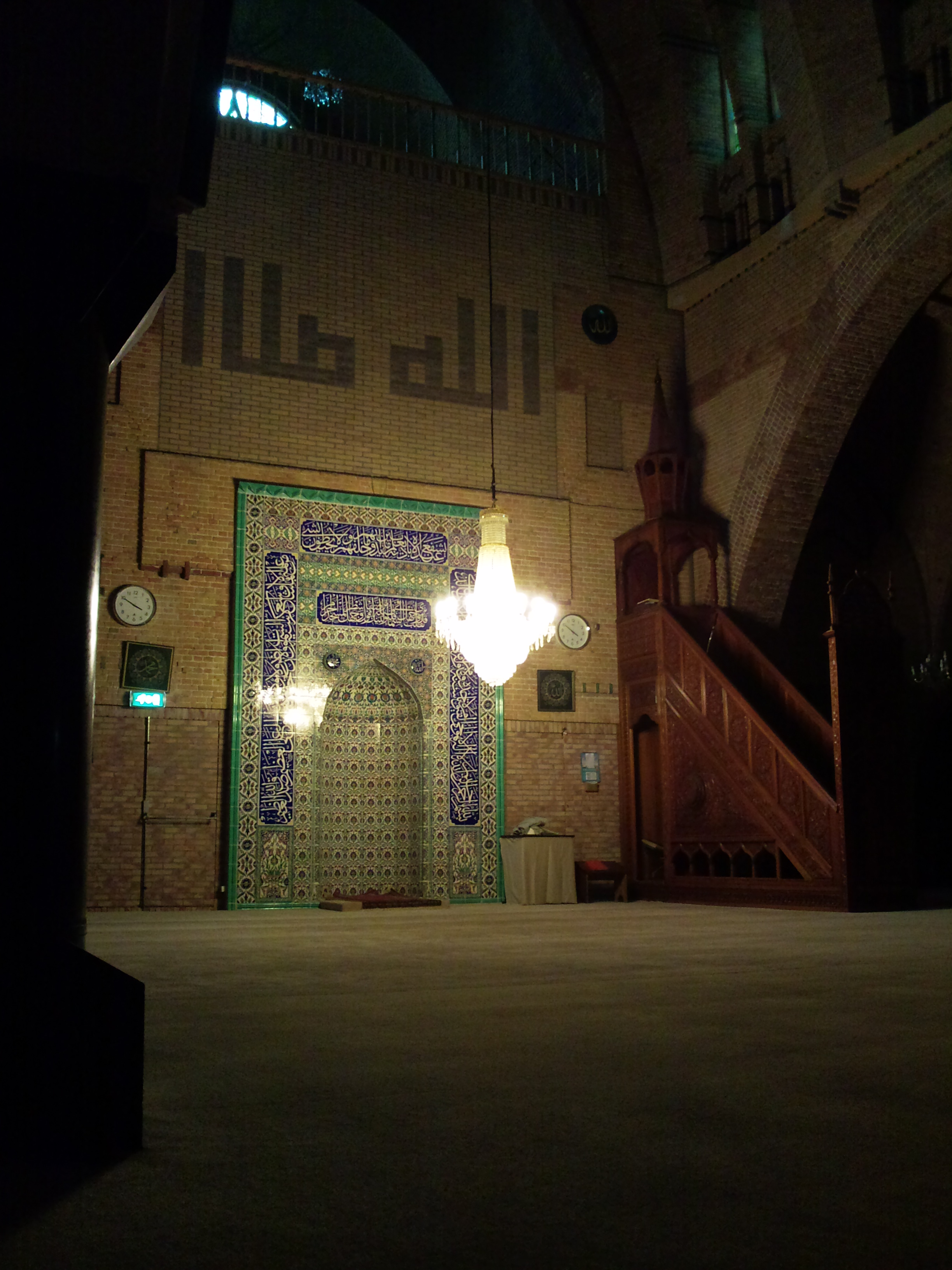
Minbar en mihrab